# Rukia (genre)
Pour les articles homonymes, voir Rukia.
Genre
Rukia est un genre d'oiseaux de la famille de Zosteropidae présent uniquement dans quelques îles États fédérés de Micronésie : Pohnpei et l'archipel des Faichuk.

## Liste des espèces
D'après la classification de référence (version 2.2, 2009) du Congrès ornithologique international (ordre phylogénique) :
- Rukia ruki – Zostérops de Truk
- Rukia longirostra – Zostérops de Ponapé